# Voetbalkampioenschap van Sleeswijk-Holstein 1932/33
In 1932/33 werd het tiende voetbalkampioenschap van Sleeswijk-Holstein gespeeld, dat georganiseerd werd door de Noord-Duitse voetbalbond. 
Holstein Kiel werd kampioen en plaatste zich voor de Noord-Duitse eindronde. Als vicekampioen was ook Borussia Gaarden geplaatst. Gaarden werd tweede in zijn groep, Kiel werd groepswinnaar. In de finalegroep werd de club laatste.
Na dit seizoen kwam de NSDAP aan de macht en werden alle regionale voetbalbonden opgeheven. De Gauliga werd ingevoerd als hoogste klasse en de clubs uit de competitie Sleeswijk-Holstein gingen spelen in de Gauliga Nordmark. De top twee plaatste zich en de andere clubs gingen in de nieuwe Bezirksliga spelen, de tweede klasse. 

## Eindstand
| Plaats | Club                         | Wed. | W  | G | V  | Saldo | Ptn   |
| ------ | ---------------------------- | ---- | -- | - | -- | ----- | ----- |
| 1.     | KSV Holstein Kiel            | 14   | 13 | 0 | 1  | 83:13 | 26:2  |
| 2.     | FSV Borussia 03 Gaarden      | 14   | 9  | 1 | 4  | 45:27 | 19:9  |
| 3.     | VfB Union-Teutonia 1908 Kiel | 14   | 9  | 0 | 5  | 54:33 | 18:10 |
| 4.     | FC 02 Kilia Kiel             | 14   | 6  | 0 | 8  | 36:34 | 12:16 |
| 5.     | SC Olympia 09 Neumünster     | 14   | 5  | 1 | 8  | 28:49 | 11:17 |
| 6.     | VfR Neumünster               | 14   | 5  | 0 | 9  | 37:61 | 10:18 |
| 7.     | SV Eintracht Flensburg       | 14   | 5  | 0 | 9  | 26:51 | 10:18 |
| 8.     | Rendsburger BV               | 14   | 3  | 0 | 11 | 25:66 | 6:22  |

|  | Kampioen, geplaatst voor de Noord-Duitse eindronde en Gauliga Nordmark 1933/34 |
|  | Geplaatst voor de Noord-Duitse eindronde en Gauliga Nordmark 1933/34           |
|  | Degradatie                                                                     |